# 潯州
潯州（じんしゅう）は、中国にかつて存在した州。唐代から元初にかけて、現在の広西チワン族自治区桂平市一帯に設置された。

## 概要
692年（長寿元年）、武周により龔州桂平県に潯州が置かれた。742年（天宝元年）、唐により潯州は潯江郡と改称された。758年（乾元元年）、潯江郡は潯州の称にもどされた。潯州は嶺南道の桂管十五州に属し、桂平・皇化の2県を管轄した。
宋のとき、潯州は広南西路に属し、桂平県を管轄した。
1276年（至元13年）、元により潯州に安撫司が置かれた。1279年（至元16年）、潯州安撫司は潯州路総管府と改められた。潯州路は湖広等処行中書省に属し、桂平・平南の2県を管轄した。
1368年（洪武元年）、明により潯州路は潯州府と改められた。潯州府は広西省に属し、桂平・平南・貴の3県を管轄した。
清のとき、潯州府は広西省に属し、桂平・平南・貴・武宣の4県を管轄した。
1913年、中華民国により潯州府は廃止された。